# 德米特里·穆拉托夫
德米特里·安德烈耶维奇·穆拉托夫（俄語：Дмитрий Андреевич Муратов，羅馬化：Dmitry Andreyevich Muratov，1961年10月29日—），俄罗斯记者、电视主持人、《新报》总编，与玛丽亚·雷萨共同获得2021年诺贝尔和平奖，表彰他们“捍卫言论自由这一民主及长久和平的先决条件”。
1993年，穆拉托夫与几位记者创办亲民主报纸《新报》，1995年至2017年、2019年至今任该报总编。该报以报道政府腐败及侵犯人权等敏感议题著称。担任总编期间，穆拉托夫发表安娜·波利特科夫斯卡娅多篇审视普京政府文章。保护记者委员会称穆拉托夫希望打造“俄罗斯当下唯一具有全国影响力的敢言报纸”。该报也因深度解析车臣共和国与北高加索地区动荡局势打响知名度。2022年，新报因為報導戰爭被警告而停業，目前只在境外與網路發行。

## 早年经历
1961年10月30日，德米特里·穆拉托夫在古比雪夫出生（1991年苏联解体后改现名萨马拉），就读于古比雪夫州立大学新闻系，修业时间五年，在此期间联系上当地的报社，任全职记者。
大学毕业后，穆拉托夫于1983年至1985年在苏联陆军任通讯设备安全专员。

## 生涯早期
1987年，穆拉托夫在《伏尔加斯基共青团员报》（Volzhsky Komsomolets）任通讯员，深受上司赏识。入职第一年获委任《共青团真理报》青年部主任，随后升任新闻编辑，至1992年离职。

### 创立《新报》
1993年，穆拉托夫与《共青团真理报》的50多位同事创办《新报》，目标打造俄罗斯人“真诚、独立、丰富”的消息来源。报纸的使命是对人权问题、腐败、权力滥用进行深度调查。编辑部初期只有两台电脑、两个房间、一台打印机，员工没有薪水。前苏联总书记米哈伊尔·戈尔巴乔夫捐出自己一些诺贝尔和平奖奖金，给报社支付员工薪水、购置电脑。参与报社筹办的穆拉托夫任副总编辑。
1994年12月至1995年1月，穆拉托夫深入前线战场报道第一次车臣战争。1995年，任编委会主任，2017年卸任，不寻求连任，2019年再度当选。
保护记者委员会称《新报》是“如今俄罗斯唯一具有全国影响力的敢言报纸”。穆拉托夫经常报道侵犯人权、政府高层腐败、权力滥用等敏感话题，因怀抱着支持新闻自由的政治立场，时常与前记者及政府意见不合。

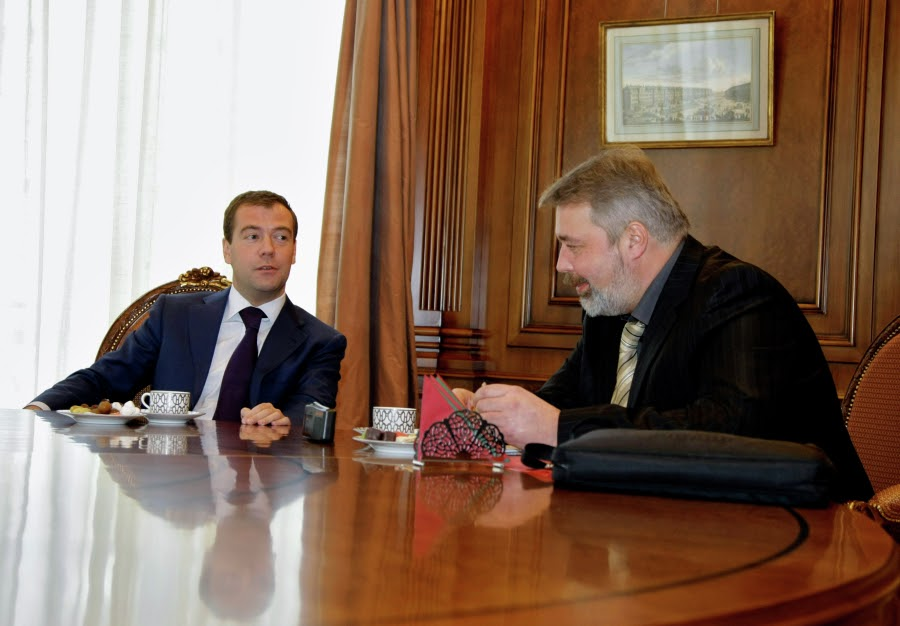
2009年，穆拉托夫采访俄罗斯总统德米特里·梅德韦杰夫。

2004年，报道刊发专栏作家乔治·罗日诺夫（Georgy Rozhnov）七篇指责谢尔盖·弗拉季连诺维奇·基里延科1998年任俄罗斯总理时侵吞国际货币基金组织48亿美元援助，称依据是一封在美国国防委员会网站公开的信。这封信据称写给科林·鲍威尔，由美国国会议员菲利普·克兰、迈克·彭斯、查理·诺伍德、丹·伯顿和亨利·博尼拉签名的信。文章指基里延科挪用部分援助金，在美国购买房地产。后来发现，这封信其实是《流亡者杂志》制作的恶作剧。基里延科于是起诉《新报》和穆拉托夫诽谤，得到法庭赞同并要求《新报》删掉所有和该指控相关的出版内容，称报纸“有责任发布官方证实基里延科挪用资金的消息”。
2018年10月，《新报》发表记者丹尼斯·科罗特科夫（Denis Korotkov）讲述俄罗斯商人叶夫根尼·普里戈任的文章后，科罗特科夫和总编穆拉托夫遭到威胁，在办公室收到被砍掉的公羊头及葬礼用花，风格与亲克里姆林宫的普里戈任所做的其他威胁类似。
2017年，报纸报道车臣反同性恋清洗，指当地有三名男子遇害，数十人被捕或遭恐吓。车臣政府否认迫害同性群体。报纸发表埃琳娜·米拉西娜的报道，列出2017年1月26日遇害的26名车臣人。报社将报道与名单交给俄罗斯政府部门俄罗斯联邦侦查委员会，希望委员会调查名单中的数据。尽管《新报》列出27名遇害车臣人的名单，实际遇害人数可能更多，当晚就有56名车臣人遇害。据称，遇害的车臣人是被政府安全部门扣押在格罗兹尼交警团警戒区的车臣共和国的公民，在由任何法律指控的情况下，于1月26日被国家安全部队枪决，另有多名男子窒息而死。
穆拉托夫任职《新报》期间，有6名记者遇害：2000年，伊戈尔·多姆尼科夫莫斯科公寓楼遇害；2001年维克多·波普科夫在车臣的枪战中遇害；2003年，尤里·谢科奇欣在调查高级政府官员腐败事件期间被毒害；2006年，安娜·波利特科夫斯卡娅在车臣和北高加索地区报到期间，在公寓楼内被暗杀；2009年，安娜斯塔西亚·埃杜多芙娜·巴布洛娃在街上被枪杀；同年，納塔利婭·埃斯蒂米洛娃遭绑架杀害。
2017年，任职总编20余年的穆拉托夫称经营报纸耗费精力，离开报社，2019年经报社员工投票回归。
2022年3月22日，在俄罗斯入侵乌克兰后，穆拉托夫透过《新报》发布一项声明，将拍卖他的诺贝尔和平奖奖章，为乌克兰难民筹集资金。穆拉托夫也在声明中强调了停火、交换俘虏和提供人道主义走廊的必要性。他的奖章后来在6月21日以1.035亿美元的价格出售创下了新纪录。
2022年3月28日，穆拉托夫领导的《新报》因报导俄罗斯入侵乌克兰战争的相关新闻而收到两次俄罗斯联邦通信、信息技术和大众传媒监督局的警告而宣布暂停所有业务，直到战争结束。在被俄罗斯当局禁止《新报》在过去32天的报导中使用「战争」这个词时，穆拉托夫向读者征求修改为「特殊行动」的意见，在24小时内引起了10,000人发表了回应，其中96%表示不满这项修改。最终穆拉托夫为响应读者的要求和保护其员工的安全，决定关闭《新报》的相关业务。穆拉托夫在给读者的一封邮件中称，此举是一个必要而艰难的决定。因为俄罗斯法律规定只要接获两次警告，法庭就有权下令关闭。
2022年4月7日，穆拉托夫在从莫斯科开往萨马拉的火车上，遭到一名身份不明的男子对他大喊「还我孩子」的口号，并向他投掷带有丙酮的红色油漆，穆拉托夫认为对方是指侵乌战争中的俄罗斯军人。他在袭击后接受医疗护理时表示，其视力可能受损。 美国情报局官员与穆拉托夫的前同事认为，这次袭击很大可能是由俄罗斯情报部门主导。穆拉托夫后来接受Geneva Solutions的个人专访时透露，他认为袭击者可以轻易帶油漆上火车与特殊服务有关联。穆拉托夫表示，尽管他有手机上拍摄到袭击者的视频和火车车厢管制员的证词，但调查机构都没有对此展开刑事调查。后来他透过《新报》的调查小组确定了犯人身份，表示此人与俄罗斯特种部队退伍军人组织有联系。

## 奖励与荣誉

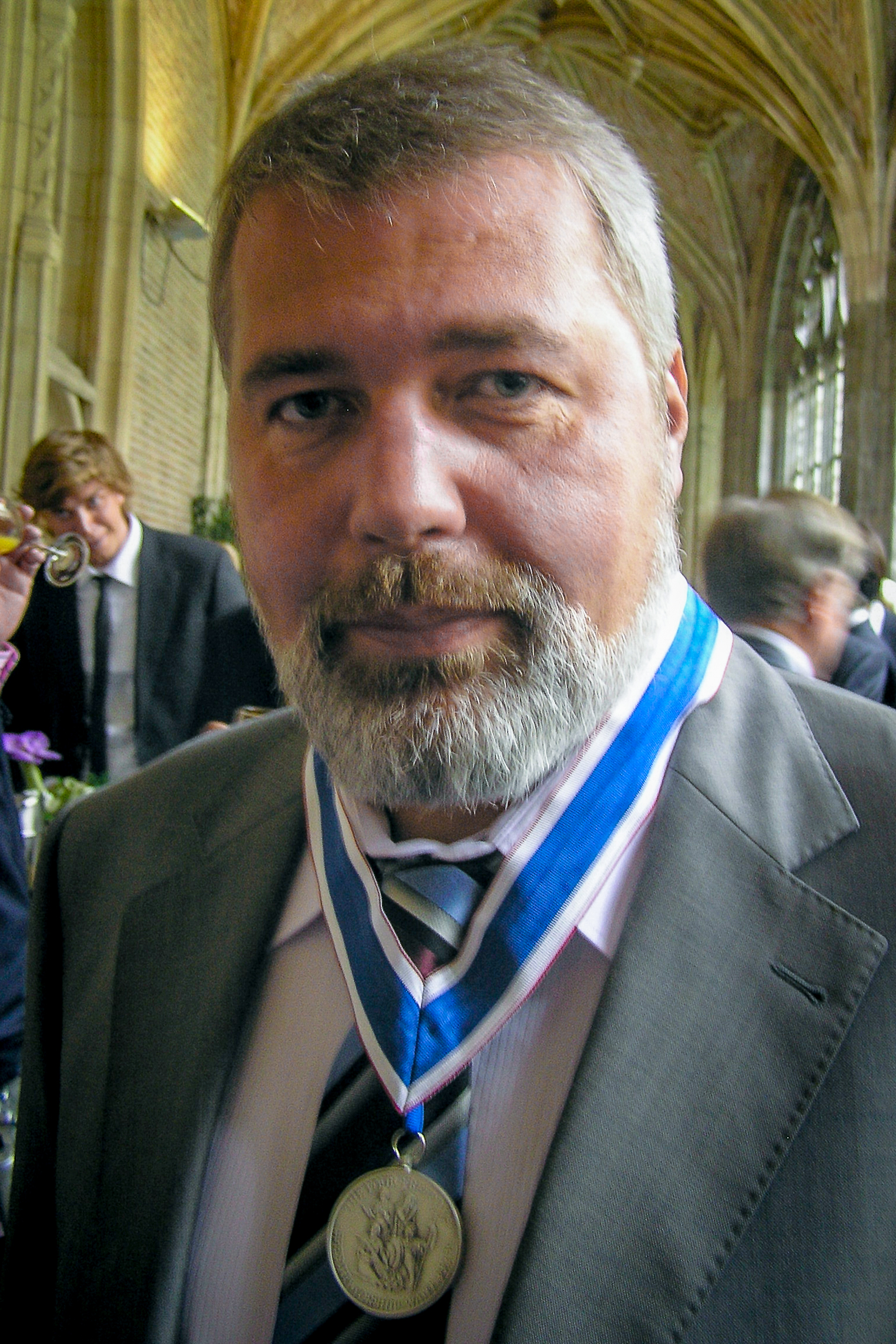
穆拉托夫获四大自由奖。

穆拉托夫对新闻行业作出巨大贡献，获奖无数。2007年，获保护记者委员会颁发的国际新闻自由奖，表彰他不顾危险，勇敢捍卫新闻自由。2010年1月29日，获法国最高民事勋章榮譽軍團勳章，同年5月前往荷兰接受四大自由奖。2016年，获世界报业协会自由新闻金笔奖。
2021年，与菲律宾的玛丽亚·雷萨获得诺贝尔和平奖，以表彰两人“捍卫言论自由这一民主与及长久和平的先决条件”。诺贝尔委员会特别赞扬《新报》“对腐败、警察暴力、非法逮捕、选举舞弊、俄罗斯军方在国内外使用网络水军等议题的批评文章”。在《Meduza》的采访中，穆拉托夫称诺贝尔奖是《新报》所有遇害记者的荣耀：
这个奖不是我的，我不是真正的获奖人，获奖的人其他人。只不过诺贝尔和平奖不会追授，只给在世的人。很明显，他们决定把奖给活着的人，是记住了尤里·谢科奇欣、伊戈尔·多姆尼科夫、安娜·波利特科夫斯卡娅、安娜斯塔西亚·埃杜多芙娜·巴布洛娃、斯坦尼斯拉夫·马科洛夫和納塔利婭·埃斯蒂米洛娃。
然而外界批评诺贝尔委员会把奖颁给穆拉托夫而非狱中的俄罗斯反对派领导人阿列克谢·阿纳托利耶维奇·纳瓦利内，是想和俄罗斯“当前的政治进程保持最大距离”。而穆拉托夫所在的政党亚博卢没有支持纳瓦利内提出的智能投票倡议。穆拉托夫说可以的话，他愿意把奖给纳瓦利内。克里姆林宫恭喜穆拉托夫获诺贝尔奖。
2022年3月22日，穆拉托夫決定把自己的諾貝爾獎牌捐出拍賣以協助俄烏戰爭中受害的烏克蘭難民。同年6月21日，穆拉托夫透过海瑞得拍卖行出售的诺贝尔奖奖章创下1.035亿美元的价值，超越了此前由詹姆斯·沃森在2014年以476万美元出售的最高纪录。穆拉托夫在竞标结束后表示，出售的收益将直接捐给联合国儿童基金会，以帮助因乌克兰战争而流离失所的儿童。他也鼓励没有参与竞标的人也可以通过直接向联合国儿童基金会捐款来提供帮助。联合国儿童基金会也在竞标结束后宣布已经收到资金。